# Blue Jeans (film 1958)
Blue Jeans è un cortometraggio del 1958 diretto da Jacques Rozier, presentato nello stesso anno al Festival di Tours dove il regista, al secondo cortometraggio dopo Rentrée des classes (1955), conobbe Jean-Luc Godard che definì il film di Rozier «l'opera "più nuova" al festival».

## Trama
Scorribanda danzante in Vespa sul lungomare di Cannes di due ragazzi, René e Dany, che nella scena iniziale letteralmente ballano accoppiati a cavallo dei loro scooter al ritmo di una accattivante musica latino americana. L'abbigliamento e lo stile di impenitenti corteggiatori vitelloni dà subito l'immagine di due seduttori votati all'abbordaggio continuo di ragazze in vacanza.

## Critica
Nell'omaggio a Jacques Rozier che Cahiers du Cinema dedica nell'estate del 2023 alla scomparsa del regista, a proposito di Blue Jeans vengono citati, oltre a Godard che menzionò di Louis Aragon il ritornello di Elsa Je t'aime, Brigitte Bardot, Jean Vigo e il cinema italiano, definendo vitelloni René e Dany. L'articolo si conclude con Jean Renoir, leggendo nel film una rilettura azzurra della Partie de campagne fatta dai suoi barcaioli.